# Murocincta
Murocincta va ser una vila imperial a Pannònia on residia Valentinià II amb la seva mare Justina quan va ser proclamat emperador, segons diu Ammià Marcel·lí.